# 大鷹犬
大鷹犬（日語：ゴスホークケン），是美國出生的日本純種競賽馬匹，生涯主要出戰一哩賽事，雖然出賽十五場賽事僅勝出其中兩場，但當中包含一級賽朝日盃未來錦標。

## 出賽前
2005年3月3日出生於美國Four Horsemen's Ranch，成長途中於佛羅里達州奧卡拉的一個拍賣會上被馬主藤田與志男購入並引入日本。
其後交由美浦訓練中心練馬師齋藤誠訓練。

## 競賽生涯

### 2歲
2007年10月14日出戰東京競馬場2歲新馬戰，比賽途中處於先頭位置推進於彎道逐步加速，最終於直路成功爆發末腳速度下取得首勝。
其後出戰東京體育盃兩歲錦標，雖然比賽途中於先頭位置以順暢的姿態推進，但進入直路後稍爲力弱，最終被後方的Fusaichi Assort、Suzu Jupiter及笑臉傑克超越，以第四完賽。
12月9日出戰朝日盃未來錦標，雖然其本次比賽其爲用抽選方式參戰，但仍然獲得第三人氣。比賽開始後，其隨即搶佔位置於先頭領放，而第一人氣Suzu Jupiter及第二人氣太陽神駿則於中團位置追走。進入直路後，縱然其一直於前方帶領馬群，但體力不減之下仍然可以跑出全場最快末腳，最終成功以2 1/2馬位拋離第十人氣伏兵Let's Go Kirishima取得首個一級賽冠軍。
年末由於其成功奪得一級賽冠軍，因而於評選中以282票當選最佳2歲雄馬。

### 3歲
2008年年初其以一哩戰線爲目標，然而出戰新西蘭盃及NHK一哩賽均大幅失準，最終兩場賽事皆以第十二名大敗。
而於NHK一哩賽前一日，亦即5月10日，其馬主藤田與志男因心臟衰竭去世，因而於賽後大鷹犬之所有權隨即被轉移至其遺孀藤田在子旗下。
易主後其轉戰短途賽事，雖然函館短途錦標取得第五的入板戰績，但其後於堅蘭盃卻以第十大敗。
入秋後返回一哩戰線出戰京成盃秋季讓賽，但選擇放頭下於直路不斷失速，最終以第十五大敗。
而賽後其更進入長期休養狀態，並於此期間被轉移至到同屬美浦訓練中心的手塚貴久馬房訓練。

### 4歲
2009年7月19日復出出戰夏季短途錦標但而第十五大敗，其後出戰朱鷺錦標亦得十七。

### 5歲
2010年其於年間出戰衆多公開賽，然而所有賽事均未顯示出復活的跡象，最佳戰績爲於東風錦標取得第九。

### 6歲
2011年於年初在新年錦標取得第九後，陣營認爲其競賽生涯經已耗盡，因而安排其退役並於1月19日取消日本中央競馬會的賽駒註冊。

### 詳細賽績
| 日期       | 舉辦國家 | 馬場 | 距離   | 級別   | 賽事名稱           | 負重 | 騎師       | 馬號 | 出馬 | 名次 | 時間   | 頭馬（二馬）           |
| ---------- | -------- | ---- | ------ | ------ | ------------------ | ---- | ---------- | ---- | ---- | ---- | ------ | ---------------------- |
| 14/10/2007 | 日本     | 東京 | 草1600 |        | 2歲新馬            | 55   | 田中勝春   | 11   | 11   | 1    | 1:34.9 | （Long Key Bridge）    |
| 17/11/2007 | 日本     | 東京 | 草1800 | JpnIII | 東京體育盃兩歲錦標 | 55   | 田中勝春   | 4    | 15   | 4    | 1:47.9 | Fusaichi Assort        |
| 9/12/2007  | 日本     | 中山 | 草1600 | JpnI   | 朝日盃未來錦標     | 55   | 勝浦正樹   | 1    | 16   | 1    | 1:33.5 | （Let's Go Kirishima） |
| 12/4/2008  | 日本     | 中山 | 草1600 | JpnII  | 新西蘭盃           | 56   | 内田博幸   | 13   | 16   | 12   | 1:35.0 | Satono Progress        |
| 11/5/2008  | 日本     | 東京 | 草1600 | JpnI   | NHK一哩賽          | 57   | 内田博幸   | 11   | 18   | 12   | 1:35.9 | 天空深處               |
| 6/7/2008   | 日本     | 函館 | 草1200 | JpnIII | 函館短途錦標       | 53   | 松岡正海   | 3    | 16   | 5    | 1:09.0 | 拳壇奇蹟               |
| 31/8/2008  | 日本     | 札幌 | 草1200 | JpnIII | 堅蘭盃             | 53   | 勝浦正樹   | 10   | 16   | 10   | 1:09.0 | Tanino Martini         |
| 14/9/2008  | 日本     | 中山 | 草1600 | GIII   | 京成盃秋季讓賽     | 54   | 柴田善臣   | 11   | 16   | 15   | 1:34.0 | 天之吻                 |
| 19/7/2009  | 日本     | 新潟 | 草1000 | GIII   | 夏季短途錦標       | 56   | 石橋脩     | 8    | 18   | 15   | 0:57.8 | 櫻花盛開               |
| 29/8/2009  | 日本     | 新潟 | 草1400 | OP     | 朱鷺錦標           | 55   | 石橋脩     | 1    | 18   | 17   | 1:22.7 | Michael Barows         |
| 13/2/2010  | 日本     | 東京 | 草1400 | OP     | 情人節錦標         | 54   | 勝浦正樹   | 9    | 16   | 13   | 1:23.4 | Gale Sparky            |
| 14/3/2010  | 日本     | 中山 | 草1600 | OP     | 東風錦標           | 55   | 勝浦正樹   | 8    | 14   | 9    | 1:34.5 | 五花馬                 |
| 29/5/2010  | 日本     | 東京 | 泥1400 | OP     | 櫸錦標             | 55   | 伊藤直人   | 2    | 16   | 16   | 1:27.2 | Namura Titan           |
| 27/6/2010  | 日本     | 福島 | 草1800 | OP     | 福島電視公開賽     | 55   | 伊藤直人   | 5    | 16   | 12   | 1:49.8 | Battle Banyan          |
| 15/1/2011  | 日本     | 中山 | 草1600 | OP     | 新年錦標           | 55   | 武士澤友治 | 7    | 16   | 9    | 1:33.5 | 宇宙感應               |

## 退役後
退役後，大鷹犬成爲了配種馬，於北海道浦河町日高Stallion Station休養，在2011年進行配種，首批子嗣於2012年出生。首批子嗣可於2014年出賽。2016年11月13日，馬國之巔在福島紀念取勝，成爲首匹勝出分級賽的子嗣。
2016年由配種馬退役，被送至北海道新冠町白馬牧場進行養老生活。
2018年5月20日，其因大動脈破裂死亡，享年13歲。

### 主要子嗣

#### 分級賽優勝子嗣
2012年生
- 馬國之巔（福島紀念、小倉大賞典、關屋紀念）

## 血統簡介
父系Bernstein爲美國生產的愛爾蘭賽駒，生涯戰績不俗，曾勝出三級賽和諧錦標及火車路錦標，退役後配種成績亦非常優秀且子嗣以速高見長，如後代中除大鷹犬外亦有法國二千堅尼和育馬者盃一哩大賽冠軍彩色茶及女皇安妮錦標和育馬者盃一哩大賽冠軍小圓椒。祖父爲美國著名種馬雷貓，爲1990年代最具代表性的種馬之一。
母系Allthewaybaby爲美國馬匹，生涯無出賽紀錄。外祖父Grand Slam爲美國賽駒，生涯戰績優秀，曾勝出一級賽美國未來錦標及香檳錦標。

### 血統表
| 父線：雷貓系（雷鳥系）                                                         |                             |                |                  |
| 種馬 Bernstein 1997年（棗色）                                                  | 雷貓 1983年（深棗色）       | 雷鳥           | 北地舞人         |
| 種馬 Bernstein 1997年（棗色）                                                  | 雷貓 1983年（深棗色）       | 雷鳥           | South Ocean      |
| 種馬 Bernstein 1997年（棗色）                                                  | 雷貓 1983年（深棗色）       | Terlingua      | 秘書處           |
| 種馬 Bernstein 1997年（棗色）                                                  | 雷貓 1983年（深棗色）       | Terlingua      | Crimson Saint    |
| 種馬 Bernstein 1997年（棗色）                                                  | La Affirmed 1983年（棗色）  | Affirmed       | Exclusive Native |
| 種馬 Bernstein 1997年（棗色）                                                  | La Affirmed 1983年（棗色）  | Affirmed       | Won't Tell You   |
| 種馬 Bernstein 1997年（棗色）                                                  | La Affirmed 1983年（棗色）  | La Mesa        | 圓桌武士         |
| 種馬 Bernstein 1997年（棗色）                                                  | La Affirmed 1983年（棗色）  | La Mesa        | Finance          |
| 繁殖雌馬 Allthewaybaby 2000年（深棗色）                                        | Grand Slam 1995年（深棗色） | Gone West      | 淘金者           |
| 繁殖雌馬 Allthewaybaby 2000年（深棗色）                                        | Grand Slam 1995年（深棗色） | Gone West      | Secrettame       |
| 繁殖雌馬 Allthewaybaby 2000年（深棗色）                                        | Grand Slam 1995年（深棗色） | Bright Candles | El Gra Bonus     |
| 繁殖雌馬 Allthewaybaby 2000年（深棗色）                                        | Grand Slam 1995年（深棗色） | Bright Candles | Christmas Bonus  |
| 繁殖雌馬 Allthewaybaby 2000年（深棗色）                                        | Lustily 1991年（棗色）      | Kris S.        | 雷弼圖           |
| 繁殖雌馬 Allthewaybaby 2000年（深棗色）                                        | Lustily 1991年（棗色）      | Kris S.        | Sharp Queen      |
| 繁殖雌馬 Allthewaybaby 2000年（深棗色）                                        | Lustily 1991年（棗色）      | Shahriza       | Cyane            |
| 繁殖雌馬 Allthewaybaby 2000年（深棗色）                                        | Lustily 1991年（棗色）      | Shahriza       | Persian Delight  |
| 雌系：號族：4-r                                                                |                             |                |                  |
| 五代內近親交配：北地舞人 4×5、秘書處 4×5、Raise a Native 5×5、Princequillo 5×5 |                             |                |                  |

## 命名由來
名字中，Goshawk（ゴスホーク）意思是蒼鷹，而Ken（ケン）則是日語中「犬」的音讀。

## 外部連結
- 大鷹犬 netkeiba.com （页面存档备份，存于）
- 血統表 （页面存档备份，存于）